# Масляна Гора
Масляна Гора (рос. Масляная Гора) — присілок Бокситогорського району Ленінградської області Росії. Входить до складу Великодвірського сільського поселення.
Населення — 0 осіб (2012 рік). 